# Michael Kaufmann (Kulturmanager)
Michael Kaufmann (* 25. Mai 1961 in Heidenheim an der Brenz) ist ein deutscher Kulturmanager. Er wurde der erste Intendant der Philharmonie Essen nach einer vollständigen Renovierung des schlichten Nachkriegsgebäudes. Von 2011 bis 2018 war er Intendant der Deutschen Staatsphilharmonie Rheinland-Pfalz in Ludwigshafen.

## Leben
Kaufmann übernahm während seines Studiums der Germanistik, Rhetorik und Ethnologie in Tübingen die Organisationsleitung des Landesjugendchores Baden-Württemberg. Anschließend war er technischer Organisator bei den Ludwigsburger Festspielen und Geschäftsleiter des Süddeutschen Madrigalchores. 1988 gründete er ein Büro für Kulturmanagement und baute den Veranstaltungs- und Besucherdienst beim Deutschlandfunk auf, bevor er als Stellvertreter der Geschäftsführung zu den Ludwigsburger Festspielen zurückkehrte.
1991 übernahm Kaufmann die Orchesterdirektion des Gürzenich-Orchesters Köln und wurde 1995 zum Betriebsdirektor, der Betriebs- und Servicegesellschaft der Kölner Philharmonie KölnMusik GmbH bestellt.
Gleichzeitig übernahm er auch die Leitung von KölnTicket, einem regionalen Dienstleister für Kartenverkauf und fungierte von 1993 bis 1999 als Koordinator der MusikTriennale Köln GmbH. Nach der Tätigkeit als Geschäftsführer der Kölnarena Management GmbH gründete er im Frühjahr 2000 ein Büro für Kulturmanagement und wurde im März 2002 zum Intendanten der Philharmonie Essen bestellt.
Kaufmann ist seit 1996 verheiratet.
1996 erhielt er eine Auszeichnung durch die Deutsche Phono-Akademie mit dem „Echo Klassik“-Sonderpreis für die MusikTriennale Köln als Festival des Jahres. 1998 folgte der Gewinn des Deutschen Multimedia Award als Produzent der CD-ROM der Kölner Philharmonie in der Rubrik „Public Affairs/Non-Profit-Organisations“.
2004 erfolgte die Berufung Kaufmanns in den Beirat des Deutschen Musikwettbewerbs. 2005 wurde er Persönliches Mitglied des Landesmusikrates Nordrhein-Westfalen. 2006 wurde er durch die Deutsche Phono-Akademie in die Jury „Echo Klassik“ und 2007 in die Jury „Echo Jazz“ berufen. 2007 wurde er Mitglied des Beirates der Stiftung „Essen. Großstadt für Kinder“ und erhielt 2006 den Würth-Preis der Jeunesses Musicales Deutschland, 2007 zeichnete der Deutsche Musikverleger-Verband das Programm Kaufmanns in der Philharmonie Essen als „Konzertprogramm des Jahres für die Spielzeit 2007/2008“ aus.
2008 wurde Kaufmann zum Vorsitzenden des Kuratoriums der Stiftung „Jedem Kind ein Instrument“ gewählt. Im selben Jahre erfolgte seine Berufung zum Honorarprofessor an die Folkwang Hochschule Essen und die Verleihung des „Österreichischen Ehrenkreuz für Wissenschaft und Kunst“ durch den Bundespräsidenten der Republik Österreich.
Am 23. September 2008 wurde Michael Kaufmann als Intendant der Philharmonie Essen fristlos entlassen, mit der Begründung, er habe den Etat um etwa zwanzig Prozent überzogen. Der Dirigent Kurt Masur sagte daraufhin sein für den 7. Dezember 2008 in der Essener Philharmonie geplantes und bereits ausverkauftes Konzert mit dem Concertgebouw-Orchester Amsterdam und Nelson Freire aus Protest unverzüglich ab. Auf Bitten Berthold Beitz und von Michael Kaufmann sowie seiner Rehabilitierung fand das Konzert dann aber doch mit beiden Künstlern statt.
Nach Rücknahme der fristlosen Kündigung und der Ehrenerklärung von Oberbürgermeister Wolfgang Reiniger im November 2008 beendete Michael Kaufmann seine Tätigkeit als Intendant der Philharmonie Essen durch einvernehmliche Vertragsauflösung zum August 2012. Kaufmann beriet bis dahin die Philharmonie zu den Programmen der kommenden Spielzeiten und Projekten der Kulturhauptstadt 2010.
2009 wurde Kaufmann zum Intendanten des Kurt-Weill-Fest und Direktor des Kurt Weill Zentrum in Dessau berufen. Im gleichen Jahr wurde er Ritter des Ordre des Arts et des Lettres.
Im Oktober 2009 erhielt das von Michael Kaufmann und Klaus Feßmann ins Leben gerufene Integrationsprojekt ReSonanz & AkzepTanz, das 2004 an der Essener Herbartschule startete, den Echo Klassik Sonderpreis der Jury für Nachwuchsförderung im Bereich der Klassik. Das Projekt war zuvor bereits mit dem Preis „Mixed up“ der Bundesvereinigung Kulturelle Kinder- und Jugendbildung, dem Preis „Soziale Stadt“ des AWO Bundesverbands und dem Deutschen Städtetag und dem Preis „Aktiv für Demokratie und Toleranz“ durch das Bündnis für Demokratie und Toleranz ausgezeichnet worden.
Im Oktober 2011 erschien das Buch Das Wunder von Caracas über José Antonio Abreu und sein El Sistema, das Kaufmann zusammen mit Stefan Piendl geschrieben hat.
Von Dezember 2011 bis zum Ende der Spielzeit 2017/2018 war er Intendant der Deutschen Staatsphilharmonie Rheinland-Pfalz in Ludwigshafen. Unter seiner Leitung erhielt diese dreimal einen Echo Klassik in den Jahren 2013 („Klassik für Kinder“), 2014 („Nachwuchsförderung“) und 2015 („Orchester des Jahres“). Unter seiner Leitung erhielt diese dreimal einen ECHO Klassik in den Jahren 2013 („Klassik für Kinder“), 2014 (Nachwuchsförderung), 2015 („Orchester des Jahres“) und 2018 den neu ausgelobten OPUS KLASSIK („Konzerteinspielung des Jahres“). 2017 zeichnete der Deutsche Musikverleger-Verband die Programme von Michael Kaufmann als „Konzertprogramm des Jahres“ für die Spielzeit 2016/2017 aus.
2015 wurde er zum Honorarprofessor an der Hochschule für Musik Karlsruhe ernannt, 2018 setzt er sich in verschiedenen Funktionen für das Internationalen Kurt-Masur-Institut in Leipzig ein. Er ist Gründungsmitglied des Fördervereins Internationales Kurt-Masur-Institut.
Im September 2019 gründete Michael Kaufmann die Prof. Kaufmann Consultants zur Konzepterstellung, Markenentwicklung, Beratung und im Projektmanagement insbesondere in den Bereichen Kultur, Gesellschaft und Bildung. Seit Oktober 2019 wirkt er als Dozent an der EMBA Europäische Medien- und Business-Akademie in Hamburg.

## Bücher
- ReSonanz & AkzepTanz. Kinder mit Musik und Bewegung stärken: Ein Schulprojekt gestaltet Zukunft. Kösel-Verlag, 2009, ISBN 978-3-466-30826-2.
- Das Wunder von Caracas mit Stefan Piendl, Random House, 2011. ISBN 978-3-424-15079-7